# Машлыкино
Машлыкино — слобода в Миллеровском районе Ростовской области.
Входит в состав Титовского сельского поселения.

## География
Слобода расположена у границы с Украиной.

### Улицы
| - ул. Верхний Качеван, - ул. Верхняя Василевская, - ул. Григорьевская, - ул. Красная, - ул. Набережная, - ул. Нижний Качеван, - ул. Нижняя Василевская, | - пер. Бакумов, - пер. Западный, - пер. Заречный, - пер. Школьный. |

## Население
| 2010 |
| ---- |
| 158  |

### Известные люди
В слободе родился Водолазкин, Николай Степанович — Герой Советского Союза.